# Conclave d'août 1978

Première apparition du nouveau pape Jean-Paul Ier à l'issue du conclave.

Le conclave d'août 1978 est le premier des deux conclaves qui ont lieu en 1978. Il est convoqué après le décès du pape Paul VI le 6 août à Castel Gandolfo. À l'issue de ce conclave, les cardinaux-électeurs réunis à Rome élisent le cardinal Albino Luciani, alors patriarche de Venise, comme nouveau pape. Ce dernier accepte l'élection et prend le nom pontifical de Jean-Paul Ier.

## Déroulement
Le conclave a lieu les 25 et 26 août, à l'intérieur de la chapelle Sixtine au Vatican. Le 25 août, une messe est célébrée en la basilique Saint-Pierre par les cardinaux-électeurs afin de demander à Dieu son assistance dans leur tâche. Six heures plus tard, les cardinaux pénètrent dans la chapelle Sixtine, filmés pour la première fois à la télévision pendant que les chœurs chantent l'hymne Veni Creator Spiritus. Virgilio Noè, maître des cérémonies pontificales, prononce la formule traditionnelle  Extra omnes (« Tout le monde dehors ! »), les portes sont condamnées et le conclave peut commencer.

## Papabili et déroulement du scrutin
Le conclave ayant lieu en août et les fenêtres de la chapelle Sixtine ne pouvant être ouvertes (afin de respecter le confinement des cardinaux), la chaleur à l'intérieur de l'édifice est étouffante. Il fait si chaud à Rome pendant l'été 1978 que le cardinal américain John Cody doit prendre trois douches la même nuit afin de se rafraichir. Le conclave d'août 1978 était, jusqu'alors, celui qui avait rassemblé le plus grand nombre de cardinaux. Ainsi, pour rendre les travaux plus aisés, les trônes traditionnels en bois sont remplacés par douze longues tables. Karol Wojtyła, Aloísio Lorscheider et Bernardin Gantin sont choisis comme scrutateurs pendant le vote.
Dès le début des débats, il apparait que les cardinaux électeurs ne cherchent pas un bureaucrate issu de la Curie, mais plutôt une figure chaleureuse, débonnaire, humble et pastorale dans la lignée du pape Jean XXIII. Ils privilégient également l'élection d'un pape italien étant donné l'influence du souverain pontife sur la politique italienne. Parmi les papabili, on trouve alors le favori des conservateurs Giuseppe Siri de Gênes, Corrado Ursi de Naples, et celui des progressistes, Giovanni Benelli de Florence. On pense aussi que le cardinal Sebastiano Baggio pourrait être un candidat de compromis. Cependant, l'impétueux Benelli réalise rapidement qu'il n'avait aucune chance et comme il juge Siri trop conservateur, il choisit d'appuyer Albino Luciani de Venise, vu comme un candidat de compromis. Ce dernier est élu rapidement après quatre tours de scrutin. Pendant le troisième tour, Johannes Willebrands et António Ribeiro, qui siégent de chaque côté du patriarche de Venise, lui murmurent des paroles d'encouragement au fur et à mesure qu'il récolte des voix. Lorsque Jean-Marie Villot demande officiellement à Luciani s'il accepte son élection, il répond humblement « Que Dieu vous pardonne pour ce que vous avez fait », avant d'accepter. En l'honneur de ses prédécesseurs immédiats, il prend « Jean-Paul Ier » comme nom de règne pontifical.
À 18 h 24, le 26 août, les premiers panaches de fumée — dont la couleur signifie le succès ou l'échec du vote — s'élèvent de la cheminée de la chapelle Sixtine. Cependant, il est difficile de distinguer la véritable couleur de la fumée pendant plus d'une heure, certains cardinaux ayant déposé leurs notes et feuilles de pointage dans le poêle, produisant de la fumée grise et non blanche. Pericle Felici, ayant le rang de cardinal protodiacre, s'avance alors sur le balcon de la basilique Saint-Pierre et prononce la formule latine Habemus Papam (« Annuntio vobis gaudium magnum: Habemus papam! Eminentissimum ac reverendissimum dominum, dominum Albinum, sanctæ romanæ Ecclesiæ cardinalem, Luciani, qui sibi nomen imposuit Ioannis Pauli Primi ».), officialisant l'élection de Luciani. Jean-Paul Ier parait sur le balcon peu de temps avant de se retirer, mais les applaudissements de la foule sur la place sont si forts qu'il est contraint de paraître à nouveau.
Ce conclave a pour particularité que trois futurs papes y prennent part : Jean-Paul Ier, Jean-Paul II et Benoît XVI. Ceci n'était arrivé pour la dernière fois au conclave de 1721.

## Éligibilité à voter et résultat supposés
Différents historiens ont prétendu détenir le décompte des voix exprimées lors du conclave. Bien que les méthodes utilisées pour parvenir à ces décomptes soient discutables, elle doivent néanmoins être prises en compte. En effet, le détail des débats et des votes ne peuvent être révélés par ceux y ayant pris part sous peine d'excommunication, mais ce fut le premier conclave au cours duquel les cardinaux âgés de plus de 80 ans ne purent prendre part au vote, leur inéligibilité ayant été décrétée par Paul VI en 1970. Les cardinaux âgés de plus de 80 ans pouvaient toujours prendre part aux réunions préparatoires, mais pendant le conclave d'août 1978, ils n'étaient pas astreints aux mêmes obligations de confidentialité que les cardinaux-électeurs. Il est donc possible que certains de ces cardinaux âgés aient révélé des éléments appris pendant les réunions préparatoires, bien qu'aucun n'ait participé au conclave lui-même. En outre, l'on n'obligea pas les cardinaux âgés de moins de 80 ans à détruire les notes prises pendant le conclave.

### Décompte de Yallop
Décompte des voix tel que présenté dans l'ouvrage de David Yallop intitulé In God's Name  (ISBN 0-553-05073-7), un ouvrage qui défend la thèse de l'assassinat de Jean-Paul Ier :
- Premier tour: Siri 25, Luciani 23, Pignedoli 18, Lorscheider 12, Baggio 9, autres 24.
- Deuxième tour: Siri 35, Luciani 30, Pignedoli 15, Lorscheider 12, autres 19.
- Troisième tour: Luciani 68, Siri 15, Pignedoli 10, autres 18.
- Quatrième tour: Luciani 99, Siri 11, Lorscheider 1 (voix de Luciani).

### Décompte de Burkle-Young
Décompte des voix tel que présenté dans l'ouvrage de Francis A. Burkle-Young intitulé Passing the keys  (ISBN 1-56833-130-4):
- Premier tour: Siri 25, Luciani 23, Pignedoli 18, Baggio 9, König 8, Bertoli 5, Pironio 4, Felici 2, Lorscheider 2, et 15 autres (une voix chacun).
- Deuxième tour: Luciani 53, Siri 24, Pignedoli 15, Lorscheider, Baggio, Cordeiro, Wojtyła 4 voix chacun, Felici 3.
- Troisième tour: Luciani 92, Pignedoli 17, Lorscheider 2.
- Quatrième tour: Luciani 102, Lorscheider 1 (voix de Luciani), Nemini (vote nul) 8.

### Décompte de Thomas et Witts
Décompte des voix tel que présenté dans l'ouvrage de Gordon Thomas et Max Morgan-Witts intitulé Pontiff  (ISBN 0-451-12951-2):
- Premier tour: même décompte que Burkle-Young, à l'exception de 5 votes pour Pironio, et quatorze cardinaux avec une voix.
- Deuxième tour: Luciani 46, Pignedoli 19, Lorscheider 14, Baggio 11, Bertoli 4, autres non précisés.
- Troisième tour: Luciani 66, Pignedoli 21, Lorscheider 1 (voix de Aramburu), autres non précisés.
- Quatrième tour: Luciani 96, Pignedoli 10, Lorscheider 1 (voix d'Aramburu).

Dans la biographie que David Allen White consacre à l'archevêque traditionaliste français Marcel Lefebvre, il rapporte que Lefebvre aurait reçu un petit nombre de voix durant les premiers tours (« 3 ou plus » selon les sources), causant émoi et consternation parmi les cardinaux. Lefebvre n'était pas cardinal et voter pour un non-cardinal lors d'un conclave est extrêmement rare bien que rien ne l'interdise dans la loi canonique (elle prévoit qu'il faut être ordonné évêque pour être créé cardinal (Can. 351 §1) mais pas pour être élu pape (Can. 332 §1)).